# Campeonato Asiático de Atletismo de 2019 - Salto triplo masculino
A prova do salto triplo masculino do Campeonato Asiático de Atletismo de 2019 foi disputada entre os dias 21 e 22 de abril de 2019 no Estádio Internacional Khalifa em Doha, no Catar. 

## Recordes
Antes desta competição, os recordes mundiais e do campeonato nesta prova eram os seguintes:
|                       | Nome             | Nacionalidade | Distância | Local        | Data                  |
| --------------------- | ---------------- | ------------- | --------- | ------------ | --------------------- |
| Recorde mundial       | Jonathan Edwards | Reino Unido   | 18m 29cm  | Gotemburgo   | 7 de agosto de 1995   |
| Recorde do campeonato | Chen Yanping     | China         | 17m 22cm  | Kuala Lumpur | 1991                  |
| Recorde asiático      | Li Yanxi         | China         | 17m 59cm  | Jinan        | 26 de outubro de 2009 |

## Medalhistas
| Ouro                  | Prata            | Bronze            |
| Rulsan Kurbanov (UZB) | Zhu Yaming (CHN) | Xu Xiaolong (CHN) |

## Cronograma
Todos os horários são locais (UTC+3)
| Data        | Hora  | Evento       |
| ----------- | ----- | ------------ |
| 21 de abril | 09:00 | Qualificação |
| 22 de abril | 17:17 | Final        |

## Resultados

### Qualificação
Qualificação: 16,50 m  (Q) ou as 12 melhores marcas (q). 
| Posição | Grupo | Atleta                           | Nacionalidade | #1    | #2    | #3    | Resultados | Notas                |
| ------- | ----- | -------------------------------- | ------------- | ----- | ----- | ----- | ---------- | -------------------- |
| 1       | A     | Zhu Yaming                       | China         | 16.52 |       |       | 16.52      | Q,                   |
| 2       | B     | Xu Xiaolong                      | China         | 16.35 | x     | –     | 16.35      | q                    |
| 3       | B     | Rulsan Kurbanov                  | Uzbequistão   | 16.12 | 16.29 | –     | 16.29      | q,                   |
| 4       | A     | Mark Harry Diones                | Filipinas     | x     | 15.84 | 16.16 | 16.16      | q,                   |
| 5       | B     | Muhammad Hakimi Ismail           | Malásia       | x     | 14.85 | 16.08 | 16.08      | q                    |
| 6       | A     | Ryoma Yamamoto                   | Japão         | 15.10 | 15.97 | –     | 15.97      | q                    |
| 7       | A     | Shreshan Dhananjaya Liyanapedige | Sri Lanka     | 15.66 | 15.87 | 15.51 | 15.87      | q                    |
| 8       | B     | Kohei Yamashita                  | Japão         | 15.78 | 15.32 | –     | 15.78      | q                    |
| 9       | B     | Praveen Chithravel               | Índia         | x     | 15.29 | 15.66 | 15.66      | q                    |
| 10      | A     | Ivan Denisov                     | Uzbequistão   | 15.18 | x     | 15.47 | 15.47      | q,                   |
| 11      | A     | Pratchaya Tepparak               | Tailândia     | x     | x     | 15.36 | 15.36      | q                    |
| 12      | A     | Salam Al-Rawahi                  | Omã           | 14.75 | 15.31 | 15.27 | 15.31      | q,                   |
| 13      | B     | Wong Chun Wing                   | Hong Kong     | 14.55 | 14.73 | 14.45 | 14.73      |                      |
| 14      | B     | Supot Boonnun                    | Tailândia     | 13.91 | x     | 14.62 | 14.62      |                      |
| 15      | A     | Khaled Al-Subaie                 | Kuwait        | x     | x     | 14.59 | 14.59      | Recorde da temporada |
| 16      | A     | Che Long Kin                     | Macau         | x     | x     | –     | NM         |                      |
| 17      | B     | Mohammad Amin Al-Salami          | Síria         |       |       |       | DNS        |                      |

### Final
| Posição           | Atleta                           | Nacionalidade | #1     | #2     | #3     | #4    | #5    | #6    | Resultados | Notas                |
| ----------------- | -------------------------------- | ------------- | ------ | ------ | ------ | ----- | ----- | ----- | ---------- | -------------------- |
| Medalha de ouro   | Rulsan Kurbanov                  | Uzbequistão   | 16.86  | 16.93  | 16.67  | x     | 16.76 | x     | 16.93      | Recorde pessoal      |
| Medalha de prata  | Zhu Yaming                       | China         | 16.52w | 16.87w | x      | x     | 16.50 | 16.78 | 16.87      | Recorde da temporada |
| Medalha de bronze | Xu Xiaolong                      | China         | 16.42  | 16.65  | x      | 15.88 | 16.27 | 16.81 | 16.81      |                      |
| 4                 | Pratchaya Tepparak               | Tailândia     | 15.49w | 15.96  | x      | x     | 16.27 | 16.13 | 16.27      | Recorde da temporada |
| 5                 | Mark Harry Diones                | Filipinas     | 15.94  | 16.24  | x      | 15.72 | 15.96 | 15.85 | 16.24      | Recorde da temporada |
| 6                 | Shreshan Dhananjaya Liyanapedige | Sri Lanka     | 15.41  | x      | 16.03  | 16.16 | 16.01 | 13.85 | 16.16      |                      |
| 7                 | Ryoma Yamamoto                   | Japão         | x      | 16.04  | x      | x     | –     | 15.58 | 16.04      |                      |
| 8                 | Muhammad Hakimi Ismail           | Malásia       | 15.56  | 15.83  | x      | x     | 14.13 | x     | 15.83      |                      |
| 9                 | Ivan Denisov                     | Uzbequistão   | 15.57  | 15.76  | 15.71w |       |       |       | 15.76      | Recorde da temporada |
| 10                | Kohei Yamashita                  | Japão         | 15.08  | 14.60  | x      |       |       |       | 15.08      |                      |
| 11                | Salam Al-Rawahi                  | Omã           | 13.63  | 14.99  | 14.98  |       |       |       | 14.99      |                      |
| 12                | Praveen Chithravel               | Índia         | x      | –      | r      |       |       |       | NM         |                      |

Legenda
| Recorde mundial       | Recorde mundial (World record)               |                       | Recorde africano                      | Recorde africano (African) |                                           | Q | Classificado por posição (Qualified) |
| Recorde do campeonato | Recorde do campeonato (Championship record)  | Recorde da América    | Recorde da América (Americas)         | q                          | Classificado por melhor tempo (Qualified) |   |                                      |
| Melhor marca do ano   | Melhor marca do ano (World leading)          | Recorde asiático      | Recorde asiático (Asian)              | DNS                        | Não largou (Did not start)                |   |                                      |
| Recorde nacional      | Recorde nacional (National record)           | Recorde europeu       | Recorde europeu (European)            | DNF                        | Não terminou (Did not finish)             |   |                                      |
| Recorde pessoal       | Recorde pessoal do atleta (Personal best)    | Recorde da Oceania    | Recorde da Oceania (Oceania)          | DSQ / DQ                   | Desclassificado (Disqualified)            |   |                                      |
| Recorde da temporada  | Recorde da temporada do atleta (Season best) | Recorde sul-americano | Recorde sul-americano (South America) | NM                         | Sem marca (No mark)                       |   |                                      |